# Vilaller (kommun)
Vilaller är en kommun i Spanien.   Den ligger i provinsen Província de Lleida och regionen Katalonien, i den nordöstra delen av landet, 400 km nordost om huvudstaden Madrid. Antalet invånare är 667. Arean är 59 kvadratkilometer. Vilaller gränsar till Vielha e Mijaran, Naut Aran, La Vall de Boí, El Pont de Suert och Montanuy. 
Terrängen i Vilaller är varierad.
Vilaller delas in i:
- Senet